# Angelonia procumbens
Angelonia procumbens là một loài thực vật có hoa trong họ Mã đề. Loài này được Nees & Mart. mô tả khoa học đầu tiên năm 1822.